# Kenneth Cook
Pour les articles homonymes, voir Cook.
Œuvres principales
- Cinq matins de trop (Wake in Fright, 1961)
- Outback (Chain of Darkness, 1962)
- Le Vin de la colère divine (The Wine of God's Anger, 1968)
- Le Koala tueur et autres histoires du bush (The Killer Koala, 1986)

Kenneth Bernard Cook, né le 5 mai 1929 à Lakemba (en) (en Nouvelle-Galles du Sud, en banlieue de Sydney), et mort à Narromine (Nouvelle-Galles du Sud, près de Dubbo) le 18 avril 1987 , est un journaliste, réalisateur, scénariste et écrivain australien. Il est considéré comme l'un des principaux écrivains australiens contemporains.

## Biographie
Né à Lakemba, dans la banlieue de Sydney, Kenneth Cook fréquente l'école secondaire Fort Street High School (en). Après avoir quitté l'école, il occupe divers emplois en Australie, y compris celui de technicien de laboratoire, journaliste et réalisateur de documentaires pour la télévision et exploitant de cabanes à bateaux.
En 1966, avec l’homme d’affaires Gordon Barton, Cook fonde un nouveau parti politique, le groupe de réforme libéral. Cook s'oppose avec véhémence à la guerre du Viêt Nam et se présente (sans succès) comme candidat du GRL au siège de Parramatta aux élections fédérales de 1966.
Lépidoptériste amateur passionné, Cook a établi la première ferme à papillons en Australie sur les rives de la rivière Hawkesbury à Sydney dans les années 1970.
Une interview audio de 72 minutes de Hazel de Berg avec Cook a été enregistrée en 1972, dans laquelle il parlait de sa famille, de son travail pour ABC, du contexte de Wake in Fright, de ses expériences dans le cinéma et de ses romans. L'interview est conservée dans la collection de la Bibliothèque nationale d'Australie.
Kenneth Cook est mort, victime d'une crise cardiaque, en 1987, à l'âge de 57 ans, alors qu'il partait en camping avec sa seconde épouse, Jacqueline Kent.

## Carrière
L'œuvre de Kenneth Cook compte dix-sept romans et trois recueils de nouvelles.
Publié en 1961, quand l'auteur avait 32 ans, le roman Cinq matins de trop (Wake in Fright), fait figure de classique contemporain en Australie, où il est constamment réimprimé. Traduit en plusieurs langues, il a atteint une renommée universelle. Le roman est devenu un film en 1971 grâce à Ted Kotcheff sous le titre Réveil dans la terreur (Outback en Europe et aux États-Unis), avec Donald Pleasence et Gary Bond.
Cook a vu d'autres romans adaptés à l'écran : Stockade a été réalisé par Ross McGregor et Hans Pomeranz, également en 1971. En 1976, Wanted Dead a été adapté en téléfilm sous le titre The Bushranger, avec Leonard Teale, John Hamblin et Kate Fitzpatrick.
Cook a également écrit un épisode de la série d'aventures pour enfants de la télévision australienne The Rovers (1970).
En 2007, le roman de Cook Le Blues du troglodyte (The Man Underground), est adapté comme dramatique radio par ABC Radio National.
L'œuvre de Kenneth Cook est gérée par l'agent littéraire Pippa Masson, de Curtis Brown Australia. Elle préside la Kenneth Cook Estate.
Kenneth Cook rencontre un certain succès en France où il est publié par les éditions Autrement depuis 2006.
Le Koala tueur et autres histoires du bush, recueil d'histoires courtes humoristiques réunies par l'auteur peu avant sa disparition, est son plus grand succès de librairie. Ces histoires ont été inspirées par ses tribulations à travers l'Australie.
Martine Laval de Télérama qualifie les romans de Kenneth Cook de « formidables descentes en enfer de personnages puisés dans la réalité. À lire pour se donner des émotions mais aussi rencontrer un maître de la narration ».

## Vie privée
Kenneth Cook était marié à Patricia Hickie, avec qui il a eu quatre enfants, Megan (elle-même journaliste sous le nom de Megan Gressor), Kerry, Paul et Anthony. Patricia Hickie et lui ont ensuite divorcé. Elle est décédée subitement en 2006. Sa fille, Megan Gressor, est décédée des suites de complications postopératoires en 2007, à l'âge de 52 ans. Son plus jeune fils, Anthony, un avocat de premier plan bien connu pour son travail auprès des Australiens autochtones, s'est suicidé en avril 2009.

## Œuvres

### Romans
- Wake in Fright (1961) Cinq matins de trop, traduit par Mireille Vignol, Paris, Autrement, coll. « .Littératures », 04/2006, 155 p.  (ISBN 2-7467-0823-X) ; rééditions, Paris, LGF, coll. « Le Livre de poche » no 31785, 05/2010, 218 p.  (ISBN 978-2-253-12625-6) ; réédition, Paris, J'ai lu no 11643, 02/2017, 256 p.  (ISBN 978-2-290-13030-8)
- Chain of Darkness (1962) Téléviré, traduit par Rosine Fitzgerald, Paris, Gallimard, coll. « Série noire » no 881, 1964, 191 p.  (ISBN 2-07-047881-5) ; nouvelle édition sous le titre Outback, Paris, Autrement, coll. « Littératures », 04/2019, 240 p.  (ISBN 978-2-7467-5131-6) ; réédition, Paris, J'ai lu n° 12907, 06/2020, 283 p.  (ISBN 978-2-290-21739-9)
- Vantage to the Gale (1963), sous le pseudonyme de Adam Hale
- Wanted Dead (1963), sous le pseudonyme de Adam Hale, adapté à la télévision sous le titre The Bushranger (1976)
- The Take (1963), sous le pseudonyme de Adam Hale
- Stormalong (1963)
- Tuna (1967) La Saison du thon, Paris, Sélection du Reader's Digest, coll. « Sélection du livre » no 145, 1985.  (ISBN 2-7098-0162-0) ; nouvelle édition sous le titre Par-dessus bord, traduit par Mireille Vignol, Paris, Autrement, coll. « Littératures », 03/2007, 174 p.  (ISBN 978-2-7467-0932-4) ; réédition, Paris, LGF, coll. « Le Livre de poche » no 32679, 08/2012, 213 p.  (ISBN 978-2-253-12624-9)
- The Wine of God's Anger (1968) Le Vin de la colère divine, traduit par Mireille Vignol, Paris, Autrement, coll. « Littératures », 02/2011, 153 p.  (ISBN 978-2-7467-1502-8) ;  réédition, Paris, J'ai lu no 9802, 02/2012, 185 p.  (ISBN 978-2-290-03961-8)
- Piper in the Market-place (1971)
- Bloodhouse (1974) À coups redoublés, traduit par Mireille Vignol, Paris, Autrement, coll. « Littératures », 01/2008, 110 p.  (ISBN 978-2-7467-1093-1) ; réédition, Paris, LGF, coll. « Le Livre de poche » no 32808, 01/2013, 138 p.  (ISBN 978-2-253-13000-0)
- Eliza Fraser (1976)
- The Man Underground (1977) Le Blues du troglodyte, traduit par Mireille Vignol, Paris, Autrement, coll. « Littératures », 03/2015, 294 p.  (ISBN 978-2-7467-3433-3) ; réédition, Paris, J'ai lu no 11428, 02/2016, 251 p.  (ISBN 978-2-290-12049-1)
- Play Little Victims (1978)
- Pig (1980) La Bête, traduit par Pierre Brévignon, Paris, Autrement, coll. « Littératures », 02/2014, 270 p.  (ISBN 978-2-7467-1583-7) ; réédition, Paris, J'ai lu no 11067, 03/2015, 251 p.  (ISBN 978-2-290-10799-7)
- The Film-Makers (1983)
- The Judas Fish (1983) Le Trésor de la baie des orques, traduit par Mireille Vignol, Paris, Autrement, coll. « Littératures », 02/2013, 325 p.  (ISBN 978-2-7467-3408-1) ; réédition, Paris, J'ai lu no 10576, 01/2014, 317 p.  (ISBN 978-2-290-07702-3)
- Fear is the Rider (2016) À toute berzingue, traduit par Mireille Vignol ; préface de Douglas Kennedy, Paris, Autrement, coll. « Littératures », 02/2016, 229 p.  (ISBN 978-2-7467-4307-6) ; réédition, Paris, Le Grand Livre du mois, 2016, 229 p.  (ISBN 978-2-286-12597-4) ; J'ai lu n° 11645, 02/2017, 189 p.  (ISBN 978-2-290-13732-1)

### Récit de voyage
- Blood Red Roses (1963) En route, mauvaise troupe ! : la famille Cook largue les amarres / trad. Mireille Vignol. Paris : Autrement, coll. « Littératures », 06/2020, 253 p.  (ISBN 978-2-7467-5504-8)

### Recueils de nouvelles
- The Killer Koala (1986) (recueil de 15 nouvelles) Le Koala tueur et autres histoires du bush, traduit par et postface de Mireille Vignol, Paris, Autrement, coll. « Littératures », 02/2009, 154 p.  (ISBN 978-2-7467-1239-3) : réédition, Paris, La Loupe, 09/2009, 248 p.  (ISBN 978-2-84868-280-8) ; réédition, Paris, LGF, coll. « Le Livre de poche » no 32068, 02/2011, 218 p.  (ISBN 978-2-253-13310-0) ; Paris : Autrement, coll. "Les grands romans Autrement", 11/2020, 260 p.  (ISBN 978-2-7467-5701-1)
- Wombat Revenge (1987) (recueil de 14 nouvelles) La Vengeance du wombat et autres histoires du bush, traduit par Mireille Vignol, Paris, Autrement, coll. « Littératures », 02/2010, 160 p.  (ISBN 978-2-7467-1369-7) ; réédition, Paris, La Loupe, 10/2010, 235 p.  (ISBN 978-2-84868-314-0) ; réédition, Paris, LGF, coll. « Le Livre de poche » no 32420, 01/2012, 207 p.  (ISBN 978-2-253-16179-0)
- Frill-Necked Frenzy (1987) (recueil de 14 nouvelles) L'Ivresse du kangourou et autres histoires du bush, traduit par Mireille Vignol, Paris, Autrement, coll. « Littératures », 02/2012, 212 p.  (ISBN 978-2-7467-3100-4) ; réédition, Paris, La Loupe, 05/2012, 272 p.  (ISBN 978-2-84868-422-2) ; réédition, Paris, J'ai lu no 10184, 01/2013, 218 p.  (ISBN 978-2-290-04244-1) ; réédition, Paris, J'ai lu hors commerce, 2015, 218 p.  (ISBN 978-2-27701028-9)
- N'essayez jamais d'aider un kangourou : et autres aventures imprévues du bush (compilation des 3 recueils) / traduit et préfacé par Mireille Vignol, Paris, Autrement, coll. « Littératures », 05/2018, 493 p.  (ISBN 978-2-7467-4767-8). Volume sans équivalent en langue anglaise, réunissant l'intégralité des nouvelles de l'auteur.

### Nouvelles
- L'Or noir et autres nouvelles, traduit de l'australien par Mireille Vignol. Revue L'Arsenal no 2, septembre 2006.  (ISBN 2-9525389-1-3)[9]
- Tour de chameau : cinq dollars, traduit de l'australien par Mireille Vignol ; nouvelle extraite du recueil Le Koala et autres histoires du bush…, Télérama, 9 février 2009[10].

## Filmographie
- 1971 : Réveil dans la terreur ou Savane (Wake in Fright ou Outback), film américano-australien réalisé par Ted Kotcheff ; avec Donald Pleasence, Gary Bond, Chips Rafferty ; scénario et adaptation Evan Jones d'après le roman Cinq matins de trop (Wake in Fright)
- 1971 : Stockade, film australien réalisé par Ross McGregor et Hans Pomeranz ; scénario de Kenneth Cook ; avec Michele Fawdon, Rod Mullinar, Graham Corry
- 1976 : Ketten, téléfilm allemand réalisé par Karl Fruchtmann d'après le roman Chain of Darkness ; avec Vadim Glowna, Rolf Becker, Wolfgang Kieling
- 1976 : The Bushranger, téléfilm australien réalisé par Federico Chentrens ; avec Leonard Teale, John Hamblin et Kate Fitzpatrick ; scénario et adaptation Margaret Pomeranz d'après le roman The Wanted Dead
- 2017 : Wake in Fright, mini-série australienne en 2 épisodes réalisée par Kriv Stenders ; avec Sean Keenan, Alex Dimitriades, Caren Pistorius ; scénario et adaptation Stephen M. Irwin d'après le roman Cinq matins de trop (Wake in Fright)